# María Grazia Gamarra
María Grazia del Carmen Gamarra Larrea (Lima, 9 de noviembre de 1989) es una actriz y cantante peruana-croata. Es más conocida por los papeles principales de Catalina Yrigoyen en la serie Mi amor, el wachimán, de María Esperanza Navarro en la telenovela Mis tres Marías y de Macarena Montalbán en la serie Al fondo hay sitio.

## Biografía
Sus padres son Carolina Larrea, una destacada contadora y Abel Gamarra, quién fue policía. Es hermana del director de teatro Jean Pierre Gamarra. Estudió canto como soprano lírico-ligera, pero es más conocida como cantante pop y de teatro musical. Es esposa de Heinz Gildemeister, hijo de los reconocidos tenistas Laura Arraya y Heinz Gildemeister; con quién tiene dos hijas.

## Carrera
Debutó en la televisión como parte del elenco principal del programa infantil América Kids (2008), y posteriormente aparece en la serie La AKdemia, en donde además interpreta varios temas musicales.
En 2011, viaja a Buenos Aires para estudiar por un corto tiempo en el Instituto Universitario Nacional del Arte; meses después retorna a Perú para reintegrarse al elenco principal de la serie La AKdemia.
María Grazia Gamarra protagoniza la serie Mi amor, el wachimán en 2012, su segunda temporada en 2013, y su tercera temporada en 2014. Además, Gamarra canta varios de los temas musicales de la banda sonora de la serie.
Gamarra protagoniza el musical La novicia rebelde junto a Diego Bertie en 2013, la obra La jaula de las locas dirigida por Juan Carlos Fisher en el Teatro Peruano Japonés y el exitoso musical Av. Larco, dirigida por Giovanni Ciccia. Posteriormente, concursa en el reality show de baile El gran show conducido por Gisela Valcárcel, en donde obtiene el cuarto puesto tras tres meses de competencia. Gracias a su cuarto puesto clasifica a la última temporada del año llamada Reyes del show, en donde obtiene el tercer puesto.
En 2015, inicia una nueva etapa con papeles de corte dramático, con la telenovela de Michelle Alexander: Amor de madre. En 2016, protagoniza la telenovela Mis tres Marías, compartiendo créditos con Christian Domínguez, el español David Villanueva, Silvana Cañote, Andrea Montenegro y Zoe Arévalo. Esta telenovela incluye nuevamente la participación de Domínguez tras participar juntos anteriormente en Mi amor, el wachimán. Además de participar cantando algunos temas musicales para la telenovela. 
En 2017, protagoniza la nueva telenovela Mujercitas, basada en la novela homónima de Louisa May Alcott, dirigida nuevamente por la productora peruana Michelle Alexander. En 2019, participa en la obra teatral Las chicas de 4to C, compartiendo roles con Gina Yangali, Patricia Barreto y Luciana Arispe. En 2021, actúa en la telenovela musical Luz de luna. Entre 2022 y 2023, integra el elenco principal de la novena y décima temporada de la serie televisiva Al fondo hay sitio, interpretando a Macarena Montalbán.
En 2024, la actriz protagonizó la nueva obra de Éxodo Teatro, "Tartufo".

## Filmografía

### Cine
| Año  | Título                    | Personaje           | Notas                    | Ref. |
| ---- | ------------------------- | ------------------- | ------------------------ | ---- |
| 2016 | Margarita, ese dulce caos | Thalía              | Rol Antagónico Principal |      |
| 2017 | Av. Larco: La Película    | Susana / "La Negra" | Rol Principal            |      |

### Televisión

#### Series y telenovelas
| Año           | Título                         | Personaje                                | Notas                                   | Ref.          |
| ------------- | ------------------------------ | ---------------------------------------- | --------------------------------------- | ------------- |
| 2008–2012     | América Kids                   | María Grazia / "María Sonrisa"           | Rol Principal (Presentadora)            |               |
| 2010–2012     | La AKdemia                     | María Grazia / "María Sonrisa"           | Rol Principal                           |               |
| 2011–2012     | Gamarra                        |                                          | Rol Recurrente                          |               |
| 2012-2014     | Mi amor, el wachimán           | Catalina Yrigoyen Castro                 | Rol Protagónico                         |               |
| 2013          | Derecho de familia             | Laura Morales                            | Rol Principal (1 episodio)              |               |
| 2015          | Amor de madre                  | Camila Bérmudez                          | Rol Principal (Antagonista Secundaria)  |               |
| 2015          | Lucas (Piloto)                 |                                          | Rol Principal                           | [ 15 ]        |
| 2016          | Amores que matan               | Sofía                                    | Rol Protagónico (Episodio: Burrier)     |               |
| 2016          | Amores que matan               | Rol Protagónico (Episodio: El Reportaje) |                                         |               |
| 2016          | Mis tres Marías                | María Esperanza Navarro Sánchez          | Rol Protagónico                         | [ 16 ]        |
| 2017          | Mujercitas                     | Josefina Morales García                  | Rol Protagónico                         | [ 17 ]        |
| 2019          | Los guapos del barrio (Piloto) | Marcela                                  | Rol Principal                           |               |
| 2021          | Luz de Luna                    | Dra. María Isabel "Marisabel" Baca       | Rol Recurrente (Antagonista Secundaria) | [ 18 ] [ 19 ] |
| 2022–presente | Al fondo hay sitio             | Macarena Montalbán Beltrán               | Rol coprotagónico                       | [ 20 ]        |

## Teatro
| Año  | Título                             | Personaje                                            | Notas           | Ref.   |
| ---- | ---------------------------------- | ---------------------------------------------------- | --------------- | ------ |
| 2005 | Selena                             | Selena Quintanilla Pérez / "Selena" (Joven)          | Rol Protagónico |        |
| 2005 | La novicia rebelde                 |                                                      | Rol Secundario  |        |
| 2005 | Evita                              |                                                      | Rol Secundario  |        |
| 2012 | Hairspray                          | Shelley (Ensamble)                                   | Rol Secundario  |        |
| 2012 | Mi amor, el wachimán: El musical   | Catalina Yrigoyen                                    | Rol Protagónico |        |
| 2013 | La novicia rebelde                 | María Augusta Von Kutschera / "La novicia rebelde"   | Rol Protagónico | [ 21 ] |
| 2013 | Mi amor, el wachimán 2: El musical | Catalina Yrigoyen                                    | Rol Protagónico |        |
| 2014 | La novicia rebelde                 | María Augusta Von Kutschera / "La novicia rebelde"   | Rol Protagónico |        |
| 2014 | La jaula de las locas              | Anne Dindon                                          | Rol Principal   |        |
| 2014 | La novicia rebelde (Reposición)    | María Augusta Vo on Kutschera / "La novicia rebelde" | Rol Protagónico |        |
| 2014 | Mi amor, el wachimán 3: El musical | Catalina Yrigoyen                                    | Rol Protagónico |        |
| 2015 | Av. Larco: El musical              | Susana / "La Negra"                                  | Rol Principal   |        |
| 2016 | Av. Larco: El musical (Reposición) | Susana / "La Negra"                                  | Rol Principal   |        |
| 2017 | Épica                              |                                                      | Rol Protagónico |        |
| 2017 | Mujercitas: El musical             | Josefina Morales                                     | Rol Principal   |        |
| 2018 | Las chicas de 4to C (Reposición)   | Mariale                                              | Rol Protagónico | [ 22 ] |
| 2019 | El plebeyo                         | Giannina Zuccarello (Joven)                          | Rol Protagónico | [ 23 ] |
| 2019 | Las chicas de 4to C (Reposición)   | Mariale                                              | Rol Protagónico |        |
| 2019 | La novicia rebelde (Reposición)    | María / "La novicia rebelde"                         | Rol Protagónico | [ 24 ] |
| 2020 | Las chicas de 4to C (Reposición)   | Mariale                                              | Rol Protagónico |        |
| 2020 | Av. Larco: El musical (Reposición) | Susana / "La Negra"                                  | Rol Principal   |        |
| 2021 | Las chicas de 4to C (Reposición)   | Mariale                                              | Rol Protagónico |        |
| 2022 | Luz de Luna: El amor es todo       | Isabel Baca                                          | Rol Secundario  |        |
| 2022 | Luz de Luna 2: El concierto        | Isabel Baca                                          | Rol Secundario  |        |
| 2022 | Galería de juego                   |                                                      | Rol Principal   |        |
| 2022 | Las chicas de 4to C (Reposición)   | Mariale                                              | Rol Protagónico |        |
| 2022 | La vida es sueño                   | Rosaura / "El Criado" / "Astrea"                     | Rol Principal   | [ 25 ] |
| 2023 | Otelo                              | Desdémona                                            | Rol Protagónico |        |
| 2024 | Tartufo                            | Dorina                                               | Rol Protagónico |        |
| 2024 | Hamlet                             | Horacio                                              | Rol Secundario  |        |

## Discografía

### Álbumes
- Mi estrella (2012) (Colaboradora).
- Av. Larco: El musical (Lo mejor del rock peruano) (2015) (Colaboradora).
- Llegó Navidad (2018) (Colaboradora).
- Mi amor, el wachimán (2012) como Catalina Yrigoyen (Imagen).
- Mi amor, el wachimán 2 (2013) como Catalina Yrigoyen (Imagen).
- Mi amor, el wachimán 3 (2014) como Catalina Yrigoyen (Imagen).

### Temas musicales
- «Es con amor» (2011) (Tema para La AKdemia; Con el elenco principal de la serie).
- «Si no estás» (2011) (Tema para La AKdemia; Con el elenco principal de la serie).
- «Más allá» (2012) (Tema para La AKdemia; Con el elenco principal de la serie).
- «Tienes que confiar» (2012) (Tema para La AKdemia; Con el elenco principal de la serie).
- «La de la mala suerte» (2012) (Tema para La AKdemia).
- «Enamorada de ti» (2012) (Tema para La AKdemia).
- «La foto se me borro» (2012) (Tema para La AKdemia; Con el elenco principal de la serie).
- «Mi estrella» (2012) (Tema para Mi amor, el wachimán; Con Christian Domínguez).
- «Mi estrella (cover)» (2013) (Con Juan Carlos Rey de Castro).
- «Amarnos con el alma» (2013) (Tema para Mi amor, el wachimán 2).
- «No es cierto (cover)» (2014) (Con Nikko Ponce y Juan Carlos Rey de Castro).
- «Al colegio no voy más» (2015) (Tema para Av. Larco: El musical).
- «María #2» (2016) (Tema para Mis tres Marías; Con Christian Domínguez).
- «Mis tres Marías» (2016) (Tema para Mis tres Marías).
- «María» (2016) (Tema para Mis tres Marías; Con Francisca Aronsson).
- «María» (2016) (Tema para Mis tres Marías; Con Christian Domínguez y Erick Elera).
- «Tu amor me hace fuerte» (2016) (Tema para Mis tres Marías; Con Christian Domínguez).
- «Me enamoré de ti» (2016) (Tema para Mis tres Marías).
- «Eres mi vida» (2016) (Tema para Mis tres Marías).
- «Abreme la puerta» (2016).
- «Sentimiento» (2016) (Con Rakim).
- «Sentimiento (Remix)» (2017) (Con RKM).
- «Y es que sucede así» (2017) (Con Andrés Salas; Tema para Av. Larco: La película).
- «Suna» (2017) (Tema para Av. Larco: La película).
- «Feliz Navidad» (2018) (Con Jair Muro).
- «Oh Holly Night» (2018) (Con Jair Muro).
- «Amor real» (2019) (Con Mario Hart y DJ Paul).
- «Canta fuerte» (2020) (Con varios artistas).
- «Amor del bueno» (2020) (Con Zaih y Javier y Rakim).
- «Resistiré» (2020) (Con varios artistas).
- «Que difícil es amar (cover)» (2022) (Con Erick Elera).
- «Un nuevo amanecer» (2022) (Tema para Al fondo hay sitio).
- «No es suficiente (cover)» (2022) (Con Erick Elera; Tema para Al fondo hay sitio).
- «Amarnos con el alma (cover)» (2022) (Tema para Al fondo hay sitio).
- «Uno para el otro» (2022) (Con Erick Elera; Tema para Al fondo hay sitio).

## Premios y nominaciones
En 2022, el diario El Comercio califica a su personaje «Macarena Montalbán» como «Uno de los más queridos» en su edición especial de los personajes más populares de las ficciones peruanas.
| Año  | Premio                       | Categoría          | Trabajo                | Resultado | Ref.   |
| ---- | ---------------------------- | ------------------ | ---------------------- | --------- | ------ |
| 2012 | Premios Luces de El Comercio | Revelación del año | Ella misma             | Nominada  | [ 26 ] |
| 2012 | Premios Luces de El Comercio | Mejor Actriz de TV | Mi amor, el wachimán   | Ganadora  |        |
| 2013 | Premios Luces de El Comercio | Mejor Actriz de TV | Mi amor, el wachimán 2 | Nominada  |        |
| 2014 | Premios Luces de El Comercio | Mejor Actriz de TV | Mi amor, el wachimán 3 | Nominada  |        |

- Cosas (2012) como "La chica del año".
- El Comercio (2013) como Modelo de portada.
- Ellos&Ellas (2014) como Modelo de portada.
- Magaly TeVe (2015) como Modelo de portada.